# Мова — це діалект, у якого є армія та флот
«Мо́ва — це діале́кт, у якого є а́рмія і флот» — поширений афоризм, що містить жартівливе «політичне» визначення різниці між мовою і діалектом. У цій фразі вказується на те, що політичний фактор є одним із найважливіших факторів сприйняття того чи іншого говору як окремої мови чи лише як діалекту.

## Автор
Найчастіше фразу приписують американському лінгвістові-їдишистові Максу Вайнрайху, який дійсно опублікував її у своїй промові на відкритті 19-ї щорічної конференції Інституту єврейських досліджень (YIVO) в Нью-Йорку в 1945 році (в оригіналі на їдиші: אַ שפּראַך איז אַ דיאַלעקט מיט אַן אַרמיי און פֿלאָט, в латинській транскрипції: A shprakh iz a dialekt mit an armey un flot). Однак існують сумніви, чи Вайнрейх сам придумав цю фразу, чи використовував вже кимось вигаданий вислів. Серед можливих авторів цієї фрази називають, зокрема, французького лінгвіста Антуана Мейє, однак поки що в жодній з його робіт не знайдена ні сама ця фраза, ні її можливе джерело.
Ця фраза найбільш відома в англійському перекладі: A language is a dialect with an army and a navy.

## Варіанти
Британський лінгвіст Рендольф Квірк в одній зі своїх праць адаптував і розширив афоризм — «Мова — це діалект, у якого є армія і прапор, і оборонна політика, і авіакомпанія» (англ. A language is a dialect with an army and a flag and a defense policy and a airline).

## Передумови
У 1589 році Джордж Путтенгем висловив схожий коментар щодо політичного характеру визначення мови на противагу мовному різновиду: «Після того, як мова повністю пристосована до спільного розуміння і прийнята за згодою цілої країни та нації, вона називається мовою».